# 大河内久豊
大河内 久豊（おおこうち ひさとよ）は、江戸時代中期の旗本。大河内宗家17代。石高は715石。

## 生涯
元禄16年（1703年）に大河内信相の長男として生まれる。正徳3年（1713年）7月に父が死去し、9月27日に家督を相続する。享保8年（1723年）4月3日、書院番となる。享保11年（1726年）3月27日、小金原御鹿狩に随行して鹿2頭を仕留めて将軍吉宗に献上し、1頭を下賜される。同年4月18日、中奥番士となる。寛保元年（1741年）3月11日に死去。享年39。